# 克勞森冰川
克勞森冰川（英語：Clausen Glacier）是南極洲的冰川，位於瑪麗伯德地，發源自塔卡黑火山，終點在奈澤維奇岩以西，美國地質調查局根據測量和該國海軍的空中照片繪入地圖，現時由南極條約體系管理。